# Süleyman Rəhimov
Süleyman Hüseyn oğlu Rəhimov (ros. Сулейма́н Гусе́йн оглы́ Раги́мов; ur. 9 marca?/22 marca 1900 we wsi Aim w powiecie zangezurskim w guberni jelizawietpolskiej (obecnie w rejonie Qubadlı w Górskim Karabachu), zm. 11 października 1983 w Baku) – radziecki i azerbejdżański pisarz.

## Życiorys
Był Kurdem. Od 1911 do 1917 uczył się w rosyjskiej szkole w Qubadlı, później pracował jako pastuch, a od 1920 pisarz, w 1921 rozpoczął naukę na kursach pedagogicznych w Şuşy, w 1923 został dyrektorem szkoły wiejskiej. Od 1926 należał do WKP(b), 1928–1931 studiował na Wydziale Pedagogicznym Azerbejdżańskiego Uniwersytetu Państwowego, później pracował jako nauczyciel, potem został dyrektorem technikum pedagogicznego. W latach 30. pracował jako funkcjonariusz partyjny, m.in. kierownik wydziału propagandy laçınskiego rejonowego komitetu Komunistycznej Partii (bolszewików) Azerbejdżanu, później sekretarz wielu wiejskich komitetów partyjnych w rejonie rejonie Samux i Şahbuz, a od maja 1937 do czerwca 1938 I sekretarz Şərurskiego rejonowego komitetu KP(b)A. Później pracował w Związku Pisarzy Azerbejdżańskiej SRR, w 1941 był sekretarzem Komitetu Miejskiego KP(b)A w Baku, pod koniec wojny z Niemcami został przewodniczącym Związku Pisarzy Azerbejdżańskiej SRR, następnie kierował Komitetem Instytucji Kulturalno-Oświatowych Azerbejdżańskiej SRR. Od 1930 publikował. Napisał kilka powieści, głównie poświęconych okresowi rewolucji komunistycznej i ustanawiania władzy radzieckiej w Azerbejdżanie, m.in. Şamo (1931–1964) i Saçlı (1944–1948). W powieści Qafqaz qartalı (Kaukaska Orlica, 1971–1973) ukazywał przyjaźń narodów Zakaukazia i Rosji. Był deputowanym do Rady Najwyższej Azerbejdżańskiej SRR.

## Odznaczenia
- Medal Sierp i Młot Bohatera Pracy Socjalistycznej (4 grudnia 1975)
- Order Lenina (trzykrotnie, 25 lutego 1946, 20 marca 1970 i 4 grudnia 1975)
- Order Czerwonego Sztandaru Pracy (9 czerwca 1959)
- Order Przyjaźni Narodów (5 marca 1980)
- Order „Znak Honoru” (6 lutego 1942)

I medale.